# Istroromuni
Ístroromúni ali Vláhi so majhna etnična skupina na Hrvaškem, katerih predniki so se naselili na območju Čičarije v času turških vpadov. Danes v manjšem številu živijo na območju Žejan ter Mun, kjer nekateri še govorijo istroromunski jezik.